# Jhansi (accantonamento)
L'accantonamento di Jhansi è una suddivisione dell'India, classificata come cantonment board, di 21.917 abitanti, situata nel distretto di Jhansi, nello stato federato dell'Uttar Pradesh. 